# Descripció de Grècia

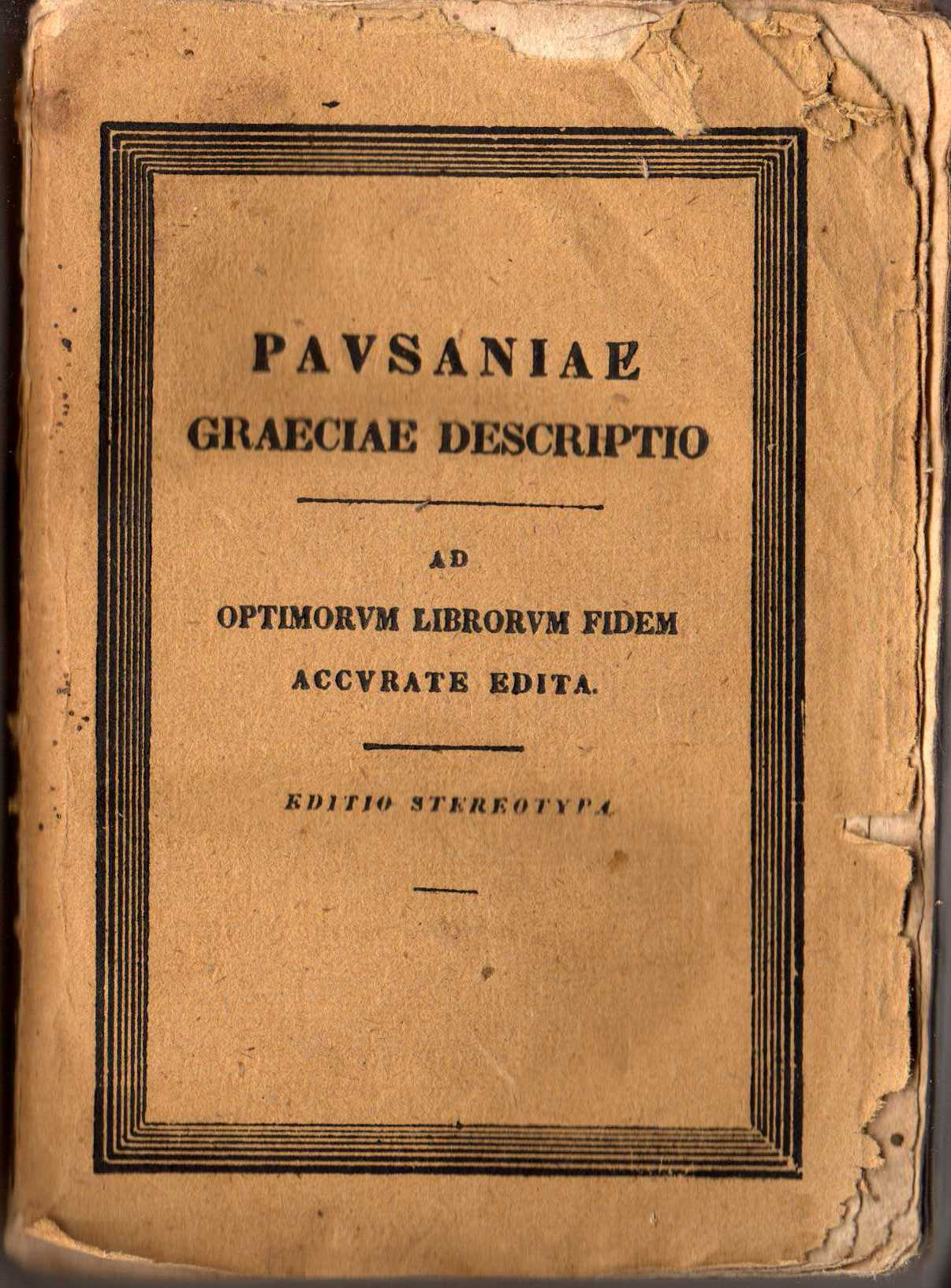
Edició llatina de la Descripció de Grècia de Pausànias. Karl Christoph Traugott Tauchnitz, 1829

La Descripció de Grècia o Periple de Grècia (en grec: Ελλάδος Περιήγησις), és un llibre de viatges escrit per Pausànies o Pausànias al segle ii. Descriu les observacions fetes durant els seus viatges i les seues investigacions personals.
L'obra no fa justícia al títol que mostren alguns dels còdexs que la contenen, i que és el d'Històries de Pausànies, historiador. El terme història evidencia aquí el seu valor etimològic, el d'un «testimoni directe». Amb el terme descripció traduïm l'original grec, periégesis, que de manera més fidel mostraríem com a recorregut. L'obra, efectivament, pretén d'oferir una visió completa dels monuments històrics grecs, i el seu disseny es fonamenta en un periple que arrenca del cap Súnion, a l'Àtica, i té com a punt final la regió de Lòcrida.
El conjunt del text queda, doncs, dividit en deu llibres d'acord amb aquest itinerari:
1. Àtica i Megàrida
2. Corint i l'Argòlida
3. Lacònia
4. Messènia
5. Èlida, primera part
6. Èlida, segona part
7. Acaia
8. Arcàdia
9. Beòcia
10. Fòcida

L'ordenació de la matèria de l'Èlida en dos llibres fa que al primer, el V, s'hi recullin els principals monuments d'Olímpia, mentre que al segon, el VI, hi trobem els exvots del santuari i la resta de monuments de l'Èlida. L'autor, Pausànias, hauria compost l'obra entre els anys 160 i 180, aproximadament.
La Descripció de Grècia està configurada per tres tipus de materials narratius: d'una banda, les notes preses per l'autor durant els seus viatges, sovint acompanyades de les seues reflexions al respecte; segonament, les obres literàries tant de la tradició local pròpia de cada polis com del conjunt de la literatura grega —per exemple, Heròdot— i en tercer lloc, les tradicions orals presents arreu de Grècia. La compilació de Pausànias sembla incompleta, fet que alguns han explicat a causa d'una mala transmissió. Sembla, però, que l'obra ens ha arribat sencera, per bé que l'autor no hauria pogut acabar-la, com demostren la falta del proemi i l'epíleg i certes incongruències internes. La tècnica historiogràfica és la pròpia de l'època imperial, dominada per l'objectiu d'una visió enciclopèdica i pel gust per una estètica visual, que atorga a la monumentalitat d'edificis, estàtues i paratges una capacitat discursiva autònoma.
Pausànias no esmenta en general Roma, per bé que en mantes ocasions ho ha de fer per parlar de la destrucció d'una ciutat. Més encara, la Descripció de Grècia sol preterir tots aquells monuments posteriors a la conquesta romana, inclosos, evidentment, aquells deguts a la munificència dels emperadors, com el mateix Hadrià. Probablement, per les mateixes raons polítiques, Pausànias no tracta de les regions de Tessàlia, l'Epir, Acarnània i Tespròtia, zones gregues excloses de la província de l'Acaia i incloses en la de Macedònia.
La importància d'una determinada idea de Grècia presideix i condiciona alhora tota l'obra. Pausànias recupera, d'una manera no sols conscient, ans també deliberada, una Grècia antiga, on les ciutats destruïdes i reduïdes a simples runes compten tant com les ciutats perviscudes. La mitologia nacional i local transmesa per la poesia i per la tradició cultural, i amb aquesta la identitat de cada territori com a conseqüència d'una història i d'un marc geogràfic i socioeconòmic, són els dos elements que legitimen i expliquen cadascun dels llocs descrits per l'autor.
No hem de referir-nos a Pausànias com un autor original. Abans d'ell, Polemó d'Atenes i Istros d'Alexandria conrearen, respectivament, la literatura de viatges i la descripció dels usos religiosos. La preservació de la seua obra suggereix, tanmateix, una certa fortuna de l'obra, com ho demostra la utilització pel geògraf romà d'Orient Esteve. Entre els moderns, la Descripció de Grècia ha atret en època molt recent l'interès dels historiadors de la religió i de l'art.